# Lieutenant général des armées (Ancien Régime)
En France, sous l’Ancien Régime, l'appellation de lieutenant général des armées du roi — lieutenant général des armées navales pour la Marine — est un grade militaire particulier détenu par un officier général, qui le place entre le grade des maréchaux des camps et chefs d’escadre et la charge tenue par  les  général et vice-amiral commande au lieutenant général des armées navales, ceux-ci n'étant pour leur part surpassés que par les titulaires de la dignité de colonels généraux et maréchal de France ou de vice amiraux de France et amiral de France, qui sont des grands officiers de la Couronne titulaires d'une dignité à la fois honorifique et lucrative. En termes de statut et de mission, le grade de lieutenant général des armées (à ne pas confondre avec la charge purement honorifique de maréchal général des camps et armées du Roi) constitue aussi dans les faits une charge militaire. On note qu'un lieutenant général porte ce grade et est désigné comme tel dans l'armée, mais que dans la marine, il conserve celui d'amiral (un lieutenant général des armées navales reste avant tout un amiral et est désigné comme tel).
Le grade de lieutenant général des armées ou de lieutenant général des armées navales pour la Marine, était le grade le plus élevé de la hiérarchie militaire d’Ancien Régime, inaccessible à un roturier. Le grade de lieutenant général était l'équivalent du grade actuel de général de division et celui de lieutenant général des armées navales correspondait à celui de vice-amiral de notre époque. Comme c'est aussi le cas dans l'armée d'aujourd'hui pour les officiers généraux de haut rang, il y avait un certain nombre de lieutenants généraux des armées du roi, simultanément au sein de l'armée royale.
À partir de 1775, les lieutenants généraux reçoivent des épaulettes à trois étoiles.
En 1791, le grade de lieutenant général des armées fut renommé « général de division » pour les troupes terrestres et « vice-amiral » pour la marine. En 1814, le grade de général de division reprit le nom de « lieutenant général des armées », avant de reprendre définitivement l'intitulé de général en 1848.

## Liste des lieutenants généraux des armées du roi
- 1702-1704 : Béat Jacques II de Zurlauben (1656-1704), militaire suisse au service du royaume de France
- 1704-17.. : Henri-Emmanuel Hurault de Vibraye (1638-1727), 2e marquis de Vibraye et maréchal de camp, promu le 26 octobre 1704[6]
- 1704-1714 : Jean-Jacques de Surbeck (1644-1714), militaire suisse au service du royaume de France
- 1720 : Guillaume de Massol, marquis de Serville (16..-1731)
- 1745 - ? : Béat François Placide de Zurlauben (1687-1770), militaire suisse au service du royaume de France
- 17.. : François de Chevert (1695-1769)
- 1780 : Victor Maurice de Riquet de Caraman, lui-même fils de Victor Pierre François de Riquet, lieutenant général des armées du roi en 1744.
- 17.. : Jean-Baptiste Vaquette de Gribeauval (1715-1789)
- 17.. : Pierre Gédéon de Nolivos (1714-1794)[7]
- 1757-1765 : Michel-Laurent Le Pelletier de Woillemont, artilleur du Roy
- 1761-1769 : Louis-Auguste Le Pelletier de Glatiny, artilleur du Roy, frère aîné de ML Le Pelletier de Woillemont. Promu le 20 février 1761
- vers 1784 : Emmanuel-Louis de Coëtlogon[Note 1].
- 1814-1839 : Joseph de Croÿ

## Liste des lieutenants généraux des armées navales
- [- 1701] : Arnaud de Cardaillac d'Ozon, Chevalier de Malte, il fut Introduit dans la marine royale par César de Bourbon-Vendôme, (Grand amiral de la flotte et fils (reconnu) de Henri IV et Gabrielle d'Estrée). Arnaud de Cardaillac a été promu "Lieutenant général des armées navales" à la suite de l'opération réussie de la baie de Bantry en mai 1689. (Les Marins Bigourdans de Norbert Rosapelly - Bibliothèque départementale Hautes-Pyrénées)
- 1757-1766 : Étienne II Perier (1687-1766), noble français, gouverneur colonial de la Louisiane française de 1726 à 1733, corsaire et grand-croix de l'ordre royal et militaire de Saint-Louis.